# Międzynarodowy Festiwal Fajerwerków na Malcie

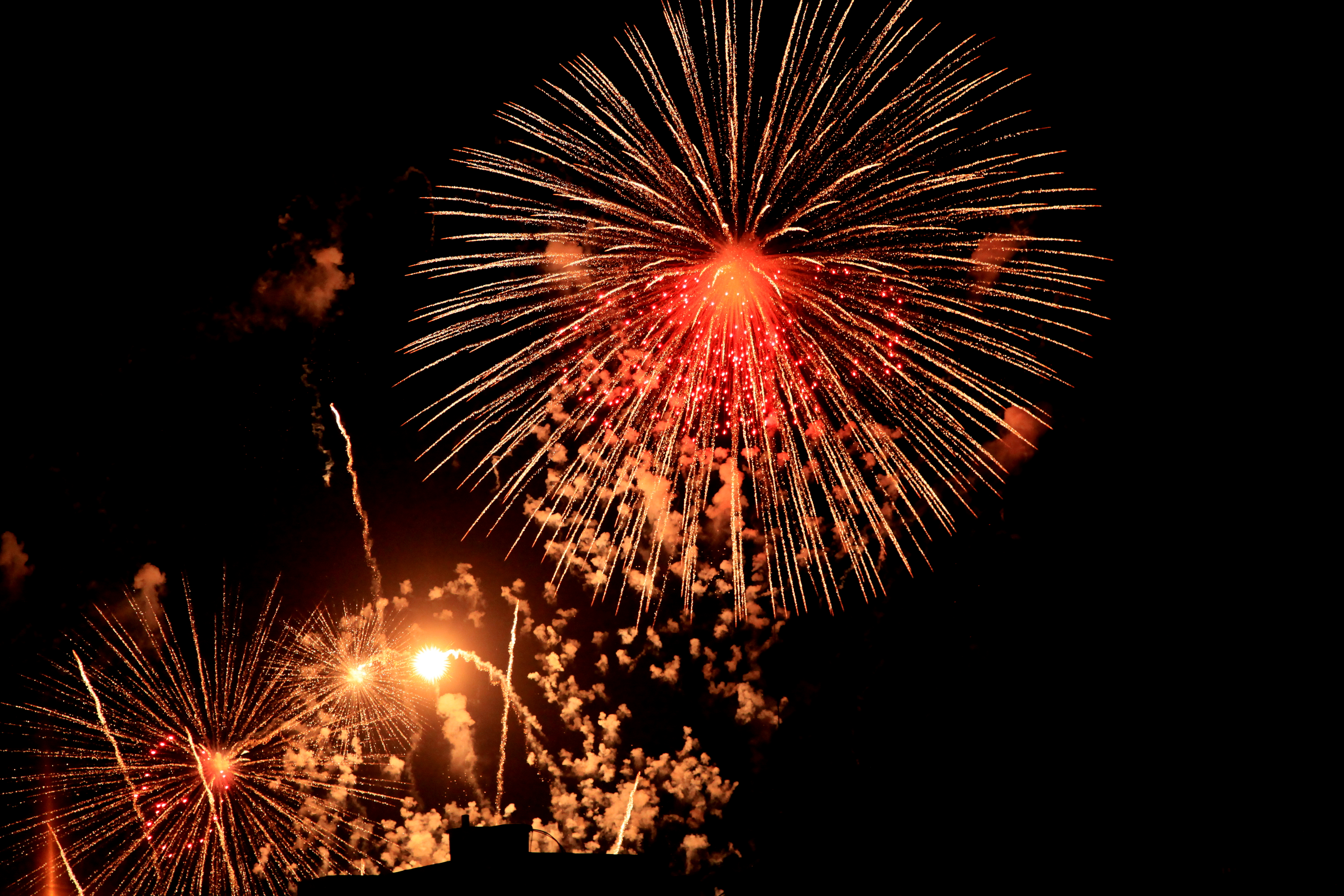
Pokaż pirotechniczny z 2014 r. w St. Paul's Bay

Międzynarodowy Festiwal Fajerwerków na Malcie (ang. Malta International Fireworks Festival) – coroczny pokaz sztucznych ogni, organizowany przez maltańskie Ministerstwo Turystyki i Maltański Urząd Turystyki.
Podczas trwania festiwalu przeprowadzany jest konkurs Pyromusical, w ramach którego rywalizujące ze sobą grupy z całego świata dopasowują pokaz sztucznych ogni do puszczanych w tym czasie rytmów muzycznych.

## Maltańska tradycja
Fajerwerki na Malcie mają wielowiekową tradycję. Historia wykorzystania pirotechniki na Malcie sięga czasów rządów Zakonu Rycerzy św. Jana, który celebrował najważniejsze wydarzenia specjalnymi pokazami pirotechnicznymi. Takie pokazy fajerwerków były wyrazem radości ze szczególnych okazji, takich jak wybór Wielkiego Mistrza czy Papieża, a także z okazji narodzin księcia.
Każdego roku na Malcie odbywają się różne huczne pokazy pirotechniczne w 98 miejscowościach. Ogromne zainteresowanie pirotechniką powoduje, że na wyspach maltańskich zamieszkałych przez niespełna pół miliona mieszkańców znajduje się aż 35 firm, zajmujących się produkcją fajerwerków oraz innych środków pirotechnicznych.

## Organizacja festiwalu
Międzynarodowy Festiwal Fajerwerków na Malcie jest organizowany od 2002 roku. Począwszy od czwartej edycji w 2005 r. odbywa się on przeważnie pod koniec kwietnia w celu upamiętnienia przystąpienia Malty do Unii Europejskiej w 2004 roku. Najważniejsze wydarzenia odbywają się najczęściej 1 maja w Grand Harbour w Valletcie, mniejsze pokazy sztucznych ogni mają również miejsce w innych miejscowościach. W 2020 r. i 2021 r. ze względu na trwającą pandemię koronawirusa festiwal na Malcie odbył się z kilkumiesięcznym opóźnieniem.. 
Szczególnie huczny wymiar festiwalowi nadano w 2017 r., ponieważ oprócz 13. rocznicy przystąpienia Malty do Unii Europejskiej, celebrowano również maltańską prezydencję w Radzie UE. Wówczas w wielkim finale festiwalu udział brała również Maltańska Orkiestra Filharmoniczna.